# Castelnuovo Bormida
Castelnuovo Bormida – miejscowość i gmina we Włoszech, w regionie Piemont, w prowincji Alessandria.
Według danych na styczeń 2010 gminę zamieszkiwały 702 osoby przy gęstości zaludnienia 53,3 os./1 km².

## Miasta partnerskie
- Łańcut, Polska